# Le bar de la fourche
Le bar de la fourche es una película de aventura francesa de 1972 dirigida por Alain Levent. Ingresó en el 22 ° Festival Internacional de Cine de Berlín . Está protagonizada por el cantante belga Jacques Brel.

## Sinopsis
Vincent Van Horst ( Jacques Brel ) es un bon viveur que bebe mucho y que ama su libertad y sus mujeres. En 1916, abandona Europa, que está destrozada por la guerra, y se muda a Canadá, con la intención de encontrarse con María, la única mujer que alguna vez amó. De camino a Canadá, conoce a un joven que sueña con pelear en la guerra europea. Cuando Vincent llega al Bar de la fourche, administrado por Maria, la encuentra pareciendo mayor. Encuentra consuelo en otra mujer, Annie, que lo menosprecia y conduce a Vincent y Olivier a pelear un duelo uno contra el otro. 

## Reparto
- Jacques Brel como Vincent van Horst.
- Rosy Varte como Maria.
- Pierre-François Pistorio como Olivier.
- Isabelle Huppert como Annie.
- Malka Ribowska como Jane Holly.
- Bernard La Jarrige como Nicky Holly.
- Gabriel Jabbour como Mosé.
- Gérard Victor como Robinson.
- Guy Parigot a
- Robert Angebaud como el patrón.
- Luc Hinterseber como Jimmy.
- Claude Baret como John Mc Brown.
- Gérard Darmon
- Diane Kurys como Christie.
- Marcel Ory como el dueño del hotel.
- Jean-Claude Bouillaud como Carletti.
- Andrée Champeaux como el patrón de la mansión.